# Mrinalini Sen
Mrinalini Devi Sen (3 de agosto de 1879 - 8 de marzo de 1972) fue una escritora y sufragista bengalí de la India británica . El 19 de diciembre de 1910 pasó a la historia de la aviación india como la primera persona india en volar en un avión.

## Biografía
Mrinalini Devi nació alrededor de 1878, en la familia Luddhi de la ciudad de Bhagalpur en el estado indio de Bihar. Fue casada con el Raja de Paikpara, a la edad de 12 años y se convirtió en una viuda joven unos años más tarde. Conoció a Nirmal Chandra Sen en una reunión social. Nirmal, funcionario público, era uno de los 10 hijos de Keshub Chandra Sen. Los Sen eran una familia reformista afiliada al Brahmo Samaj que habían trabajado duro para abolir la costumbre funeraria del satí. Después de situar a su hermano en el trono de Paikpara, se fugó escalando una pared y en 1905 se casó con Nirmal Chandra Sen. Tuvieron un hijo y tres hijas: NC Sen (Jr), Srilata, Arati y Anjali.
Ambos eran miembros destacados de la sociedad de élite de Calcuta, y fue a principios del siglo XX cuando Mrinalini Devi tuvo la oportunidad de emprender el vuelo histórico el 19 de diciembre de 1910 como copiloto y convertirse en la primera persona india en volar en un avión. En 1910, el piloto belga Jules Tyck había traído un biplano Farman y un monoplano Bleriot XI para operar el primer vuelo tripulado fuera de la India. Una noticia del The Times of India fechado el 22 de diciembre de 1910 menciona que el barón belga, Pierre de Caters, despegó en un biplano desde los terrenos del Tollygunge Club con Sen sentada detrás del asiento del piloto. La noticia también fue recogida por periódicos franceses y una revista británica.
Después del histórico vuelo, se mudó a Inglaterra donde su marido trabajó como alto funcionario velando por la población india que vivía y visitaba el Reino Unido. En ese periodo Mrinalini Devi viajó bastante por Europa, visitó Egipto, acompañó a Rabindranath Tagore a París y conoció al escritor británico H.G. Wells.
Regresaron a la India antes de que comenzara la Segunda Guerra Mundial y vivieron en Calcuta. 
Escribía poesía y a menudo se publicaba en la revista Desh .
Escribió una serie de artículos contra las posiciones de la historiadora Katherine Mayo y su obra más conocida, Madre India en la que se oponía a la independencia de la India y durante su estancia en Londres familiarizó a Mohandas Gandhi con las complejidades del idioma bengalí. Sus libros de versos, Pratiddhani (1894), Nirjharini (1895), Kollolini y Monoveena (1899), contienen su profundo amor por su patria.
En 1955 se convirtió en miembro del Instituto Indio de Aeronáutica y Electrónica.
Murió el 8 de marzo de 1972.